# Different Seasons
Different Seasons é uma coleção de quatro novelas escritas por Stephen King e publicada em 1982. Ao contrário dos outros livros do autor, que exploram as diferentes facetas do horror, essas história pertencem ao gênero dramático e têm uma inclinação para o mundano. Cada uma das novelas é relacionada com uma estação do ano e três delas são bem conhecidas graças a suas adaptações hollywoodianas. A mais famosa delas é The Shawshank Redemption.

## Novelas
| Estação do ano      | Título do conto                        | Adaptação para o cinema         |
| ------------------- | -------------------------------------- | ------------------------------- |
| Primavera eterna    | Rita Hayworth and Shawshank Redemption | The Shawshank Redemption (1994) |
| Verão da corrupção  | Apt Pupil                              | Apt Pupil (1998)                |
| Outono da inocência | The Body                               | Stand by Me (1986)              |
| Inverno no clube    | The Breathing Method                   | -                               |

## Rita Hayworth e a redenção de Shawshank
Esta novela foi escrita por Stephen King após o término de Zona Morta, livro de 1979.

### História
Andy Dufresne, até então vice-presidente do departamento de crédito de um grande banco de Portland, é condenado pelo duplo assassinato da esposa e do amante dela, em 1948. Por conta de seu jeito frio, o júri não aceita seu testemunho de inocência e ele é enviado para a Penitenciária Estadual de Shawshank, aos 30 anos. Lá conhece Red, narrador da história e um prisioneiro que contrabandeia itens do mundo exterior para dentro da prisão. Andy, que tinha sido um geólogo amador antes de ser preso, pede Red para obter-lhe um cinzel para moldar as pedras recolhidas no pátio de exercícios em pequenas esculturas. Também pede que Red consiga um grande cartaz da atriz Rita Hayworth, para enfeitar a cela. Ao longo dos anos seguintes, Andy solicita regularmente mais cartazes para Red, incluindo pin-ups de Marilyn Monroe e Raquel Welch. Quando perguntado, Andy diz a Red que gosta de se imaginar com as atrizes.
Um dia, Andy e outros prisioneiros recobriam o telhado da fábrica de veículos com alcatrão quando ele ouve um guarda reclamar dos impostos devidos a uma herança recebida. Andy se aproxima do guarda e lhe diz uma forma de, legalmente, driblar os impostos. Ao conquistar os guardas por suas habilidades financeiras, ele ganha proteção. Isso é essencial quando, algum tempo depois, ele se vê na mira de uma gangue de estupradores de prisão, chamada "As irmãs". As investidas só terminam quando o líder do grupo, Bogs Diamond, é encontrado inconsciente em sua cela, severamente espancado. A partir disso, Andy recebe permissão para ficar sozinho em sua cela, ao contrário da maioria dos outros prisioneiros, que precisam dividi-la.
Graças a toda essa confusão, Andy é transferido da lavanderia para a biblioteca da prisão. Essa nova atribuição permite que Andy passe mais tempo fazendo a papelada financeira para os guardas e até mesmo para a direção. Nesse período, Andy passa a enviar cartas para o Senado do Maine, de modo a obter um financiamento para a biblioteca. Nenhuma resposta às suas cartas semanais é recebida por anos, mas ele nunca desiste. Então o Senado, pensando em se livrar das correspondência do Andy, envia-lhe $200. Em vez de abandonar sua empreitada, ele começa a escrever duas vezes mais. Seu trabalho resulta em uma grande expansão da biblioteca, além de ajudar os prisioneiros a ganharem diplomas escolares.
Não é só com os presos que Andy consegue respeito, mas também com o diretor corrupto de Shawshank, Samuel Norton. Ao perceber as habilidades financeiras de Andy, ele começa um programa chamado "Ao ar livre", onde condenados trabalham fora da prisão com salários de escravos. As empresas não podiam competir com isso e subornavam o diretor para conseguir os contratos. Andy ajuda Norton lavar o dinheiro.
Depois de vários anos na prisão, Andy conhece outro prisioneiro, chamado Tommy Williams. Ele contava a história de um companheiro de cela que se gabava de ter matado um jogador rico e esposa de um advogado e saído ileso. O pior, o advogado tinha sido enquadrado no crime. Andy se agarrou à ideia de que a palavra "advogado" poderia facilmente ter sido confundidas com "banqueiro", já que são profissões semelhantes quando vistas pelo público ignorante. Então ele percebe que essa história poderia resultar em um novo julgamento e uma chance de liberdade. Samuel Norton zomba da história e, logo que possível, ele move Tommy para outra prisão. Como Andy é muito útil, e sabe detalhes sobre negócios escusos, Norton não podia perdê-lo. Eventualmente, Andy resigna-se ao fato de que sua reivindicação legal tornou-se inexistente e aceita sua condição na cadeia.
Porém antes de ser condenado à prisão perpétua, Andy vendeu seus bens e investiu os recursos sob o pseudônimo de Peter Stevens. Essa falsa personalidade tinha carteira de motorista, cartão de segurança social e outras credenciais falsas. Os documentos necessários para reivindicar o dinheiro e assumir a nova identidade estavam no cofre, em um banco de Portland. A chave para a caixa estava escondida sob uma rocha, ao longo de uma parede que reveste um campo de feno na pequena cidade de Buxton, não muito longe de Shawshank. Depois de 18 anos de prisão, Andy compartilha a informação com Red, descrevendo exatamente como encontrar o lugar e que um dia "Peter Stevens" possuirá um pequeno hotel resort à beira-mar em Zihuatanejo, México. Red, confuso sobre o porquê de Andy confiar esta informação a ele, reflete sobre a capacidade de Andy para surpreender.
Então em uma manhã, 27 anos após a prisão, Andy desaparece de sua cela trancada. Depois de pesquisar a prisão e a área circundante sem encontrar nenhum sinal dele, o diretor aparece na cela de Andy e descobre que o cartaz atual colado à sua parede (Linda Ronstadt) cobre um buraco do tamanho de um homem. Andy tinha usado seu cinzel não apenas para moldar rochas, mas também para lascar lentamente a parede. Depois de abrir o buraco, ele furou um tubo de esgoto, se arrastou por ele, saiu em um campo além do perímetro exterior da prisão e desapareceu. Seu uniforme da prisão foi encontrado a duas milhas de distância do tudo emissário.
Algumas semanas mais tarde, Red recebe um cartão postal em branco a partir de uma pequena cidade do Texas, perto da fronteira mexicana. Andy havia cruzado a fronteira. Pouco tempo depois, Red recebe a liberdade condicional. Após quase 40 anos na prisão, a transição para a vida exterior se torna um processo difícil. Cansado dessa situação, ele pega uma carona para Buxton, em busca do tal campo de feno adequado às "instruções" de Andy. Após vários meses vagando pelas estradas rurais da cidade, ele encontra um campo com uma parede de pedra no lado correto, com uma pedra preta. Sob esta pedra, ele encontra uma carta dirigida a ele por "Peter Stevens", convidando-o a ir para o México. Com a carta, também recebe $1000. A história termina com Red violando sua liberdade condicional e seguindo para o México, em busca de Andy.

### Adaptação cinematográfica
Essa novela foi adaptada para o cinema como The Shawshank Redemption (Um sonho de liberdade(Brasil) / Os condenados de Shawshank(Portugal)), em 1994, e para uma peça homônima em 2009. O filme recebeu sete indicações ao Oscar 1995 (Melhor filme; Melhor ator; Melhor roteiro adaptado; Melhor fotografia; Melhor mixagem de som; Melhor Edição; Melhor trilha sonora) e ocupa a primeira posição na lista de melhores filmes do site IMDB. O ator Morgan Freeman, que interpretou o papel de Red no cinema, declarou que essa novela é o seu livro preferido.

## Aluno inteligente
Esta novela foi escrita por Stephen King em duas semanas, assim que ele terminou O iluminado, em 1977.

### História
Em 1974, o garoto Todd Bowden bate na porta de Arthur Denker, um imigrante alemão, e o acusa de ser Kurt Dussander, um procurado criminoso de guerra nazista. A princípio o idoso nega a acusação, mas, eventualmente, reconhece sua verdadeira identidade. Todd tinha começado a se interessar pelo Holocausto e, ao invés de entregar Dussander às autoridades apropriadas, pede para ouvir histórias detalhadas sobre os crimes cometidos. Se o senhor se recusar, Todd iria expô-lo. Então, ao longo dos meses seguintes, Todd visita Dussander diariamente sob o pretexto de ler para ele. O que ninguém sabia é que o menino atormentava o velhinho a revelar detalhes de suas atrocidades. Em meio a essas sessões de histórias, Todd dá a Dussander um uniforme SS Oberleutnants, forçando-o a usá-lo e marchar.
A medida que o relacionamento com Dussander continua, Todd passa a ter pesadelos e vê suas notas despencarem. Depois de ser confrontado por seu pai sobre suas notas, ele forja seus boletins antes de mostrar a seus pais e, eventualmente, se vê em risco de falhar em diversas matérias. Com isso, Ed French, orientador escolar de Todd, deseja marcar uma reunião com os Bowdens. Todd e Dussander armam um ardil, com Dussander se passando pelo avô de Todd, Victor. Dussander mente, diz que as notas de Todd são resultado de problemas familiares e promete uma melhora das notas. French acredita história de Dussander, mas nota que o "avô" de Todd não o chama pelo nome.
Sabendo que Todd adulterou os boletins e que tem socializado com um criminoso de guerra, Dussander chantageia Todd para o menino gastar suas visitas com o estudo. Com grande esforço, Todd melhora suficientemente seu trabalho escolar. Já sem histórias e sendo chantageado, Todd resolve matar Dussander e fazer com que pareça um acidente. Todd alegou ter entregue uma carta sobre Dussander a um amigo e, se alguma coisa acontecesse a ele, a carta deveria ser enviada para as autoridades. No entanto, antes de concluir seus planos, o velho percebe as intenções de Todd, afirma ter escrito sobre seu envolvimento do garoto e colocado a declaração em um cofre a ser aberto após sua morte. Todd mantém a ameaça da carta, mas Dussander suspeita, corretamente, que Todd, um solitário, não confiaria essa informação a ninguém. Também é revelado ao leitor que Dussander estava mentindo sobre o cofre.
Nos meses seguintes, Todd descobre que matar moradores de rua contribui, de alguma forma, com o fim de seus pesadelos. As visitas de Todd para Dussander se tornam menos frequentes e o garoto perde a virgindade, mas descobre que o sexo é insatisfatório em comparação com a emoção de cometer assassinatos. Então ele racionaliza que o fracasso no sexo é porque sua namorada é judia. Quando as circunstâncias não permitem que ele continue os assassinatos em série, ele vai para um local ermo, com vista para a rodovia, e mira nos motoristas com seu rifle. Sofrendo de seus próprios pesadelos, Dussander também começou a matar moradores, pela mesma razão que Todd, mas enterrando os corpos em seu porão. Apesar da ligação entre eles, Dussander e Todd não estão cientes das façanhas um do outro.
Uma noite, quando Dussander está cavando uma cova para sua última vítima, ele tem um ataque cardíaco. Ele convoca Todd, que enterra o corpo e limpa a cena do crime antes de finalmente chamar uma ambulância. No hospital, Dussander passa a dividir um quarto com Morris Heisel, um judeu idosos e sobrevivente do Holocausto que reconhece "o Sr. Denker", mas não sabe com certeza quem ele é. Quando Todd visita Dussander no hospital, o alemão admite que estava blefando sobre o cofre do banco. Dussander leu sobre os desabrigados assassinados por Todd e diz ao menino para não ficar descuidado. Dussander declara: "estamos quites."
Poucos dias depois, Heisel percebe que Denker é Dussander, o comandante do campo de concentração onde sua esposa e filhas morreram. Um israelense caçador de nazistas, chamado Weiskopf, visita Dussander e diz que ele foi descoberto. Após a saída de Weiskopf, o nazista rouba drogas da farmácia do hospital e comete suicídio. Quando a identidade de Dussander é revelada ao mundo, Todd convence seus pais que ele não sabia sobre o passado de Dussander. Enquanto isso, um detetive da polícia chamado Richler, acompanhado por Weiskopf, entrevista Todd e não é convencido. Um vagabundo reconhece Todd como a última pessoa vista com várias das vítimas desabrigadas e notifica a polícia.
Enquanto isso, French encontra o avô verdadeira de Todd e traz a tona a conversa anterior, mas o verdadeiro Victor Bowden, obviamente, não se lembra de seu encontro e não tem qualquer semelhança física com Dussander. French acha suspeito e verifica os antigos boletins de Todd, descobrindo que eles foram adulterados. Mais tarde, ele identifica o falecido Kurt Dussander como o homem que se encontrou com ele. French confronta Todd, que acaba atirando nele fatalmente. A sanidade de Todd finalmente rompe. Ele leva o rifle para seu esconderijo na rodovia e embarca em um tiroteio, resultando em sua morte pelas mãos das autoridades, cinco horas mais tarde.

### Formato
Aluno inteligente é composto por 29 capítulos, a maioria com uma data definida para a ação (mês e ano). A história se passa em um subúrbio no sudeste da Califórnia, chamado Santo Donato. Ela acontece em um período de quatro anos, sendo que a maior parte de ação acontece no primeiro ano e, depois, nos últimos meses. É a única novela de Quatro estações a ser narrada em terceira pessoa.

### Conexões com outros trabalhos
- Kurt Dussander se lembra de usar um "banco no Estado do Maine" para comprar ações, sob um nome falso. Ele diz que o banqueiro que o atendeu foi para a prisão um ano depois por assassinar sua esposa. Ele inclusive cita Andy Dufresne pelo nome - ele se lembra o nome porque "soa um pouco como o meu." Andy Dufresne é um personagem central em Rita Hayworth e a redenção de Shawshank.
- Ao confrontar Todd sobre seus assassinatos, Dussander menciona um assassino em série chamado "Springheel Jack". Esse assassino é o foco de "Strawberry Spring", conto publicado na coleção Sombras da noite (1978).
- Ed French menciona que seu quarto no hotel é o de número 217, como o famoso do Overlook Hotel, em O Iluminado. Além disso, em O Iluminado , Jack Torrance está trabalhando em um romance com um personagem chamado Denker, o mesmo do alter ego de Dussander. Isto levou alguns fãs a especular que Apt Pupil é o romance de Torrance.[4]
- Há um incidente com um gaio-azul que espelha eventos em outros dois romances. Enquanto pedalava, Todd vê um gaio-azul ferido no chão, com seu bico "abrindo e fechando" lentamente. A ave simboliza a inocência de Todd e sua mãe. Em A autoestrada, Barton George Dawes conta uma história semelhante sobre possuir um rifle, contada por Audrey Wyler em Desespero. Nele, Audrey diz "Quando eu tinha doze anos, meu velho me deu um. A primeira coisa que fiz foi ir ao quintal da nossa casa em Sedilia e disparar em um gaio. Quando fui até ele, ainda estava vivo. Ele tremia todo, olhando para a frente, e seu bico abria e fechava, muito lentamente". Em A autoestrada, Dawes está pensando no rifle .22 que ele tinha quando era garoto. "Ele (Dawes) quis aquele rifle por três anos e quando finalmente ganhou, não sabia o que fazer com ele. Ele atirou em latas por um tempo, em seguida deu tiros em um gaio-azul. O gaio não teve uma morte limpa. Ele sentou-se na neve cercado por uma mancha de sangue rosa, seu bico lentamente abrindo e fechando". Em todas as três histórias, a raça da ave é idêntica, com o mesmo detalhe sobre o abrir e fechar do bico. O King poderia muito bem ter encontrado esta imagem na sua própria juventude.

### Adaptações
- Em 1995, o Defiant Theatre de Chicago fez uma adaptação da novela para o Bradley Center Preston. A novela foi adaptada e dirigida para o palco por Christopher Johnson. O veterano dos palcos e ator de cinema William J. Norris estrelou como Kurt Dussander.
- Uma versão para o cinema foi lançada em 1998, pela Sony Pictures. O filme foi dirigido por Bryan Singer, com Brad Renfro no papel de Todd e Ian McKellen como Kurt. O final do filme é diferente do material original.
- A canção "A Skeleton in the Closet", da banda de thrash metal Anthrax, é baseada nessa novela.
- Em Family Guy, o episódio "German Guy" é vagamente baseado em Aluno exemplar. No episódio, Chris Griffin encontra um titereiro idoso, que depois é revelado como um criminoso de guerra nazista a quem Herbert, amigo de Chris e um idoso pedófilo, teve um encontro com durante a II Guerra Mundial.